# Oxylobium
Oxylobium es un género de plantas con flores con 90 especies perteneciente a la familia Fabaceae.

## Especies seleccionadas
- Oxylobium aciculiferum
- Oxylobium acutum
- Oxylobium alpestre
- Oxylobium angustifolium
- Oxylobium arborescens
- Oxylobium argenteum
- Oxylobium atropurpureum
- Oxylobium batillum